# Province d'Anta
La province d'Anta (en espagnol : Provincia de Anta) est l'une des treize provinces du département de Cuzco, au sud du Pérou. Son chef-lieu est la ville d'Anta.

## Géographie
La province couvre une superficie de 1 876,12 km2 au cœur de la cordillère centrale péruvienne (l'altitude du village d'Anta est de 3 345 mètres). Elle est limitée au nord par la province de La Convención et la province d'Urubamba, à l'est par la province de Cuzco et la province de Paruro, au sud et à l'ouest par la région d'Apurímac.

## Histoire
La province d'Anta a été créée le 19 novembre 1839 devant les difficultés de communication de cette zone avec la capitale provinciale d'Abancay. La division s'est opérée selon la limite naturelle formée par la rivière Apurímac, et la nouvelle province a été rattachée au du département de Cuzco.

## Population
La population de la province s'élevait à 54 828 habitants en 2017.

## Subdivisions

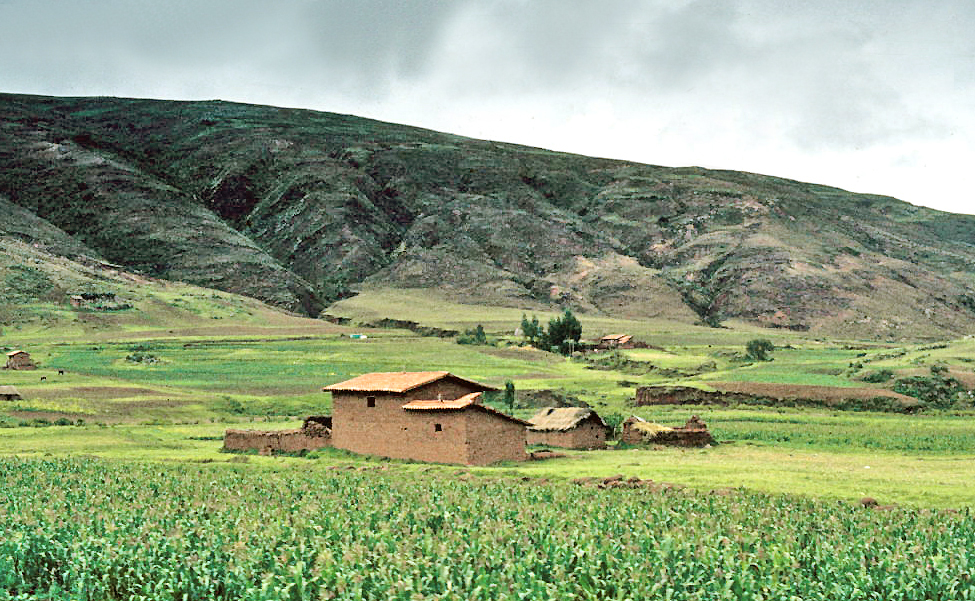
Ferme de la province d'Anta.

La province d'Anta est divisée en neuf districts :
- Ancahuasi
- Anta
- Cachimayo
- Chinchaypujio
- Huarocondo
- Limatambo
- Mollepata
- Pucyura
- Zurite

## Stérilisations forcées
Entre 1996 et 2000, le gouvernement d'Alberto Fujimori lance une campagne de stérilisations forcées. Les personnes stérilisées mènent depuis 2002 une bataille judiciaire pour faire condamner les responsables de cette atteinte à leur intégrité physique. Après quatre classements sans suite, un juge ordonne en décembre 2021 l’ouverture d’un procès pénal contre Alberto Fujimori et quatre autres responsables. Sur les 1307 plaignants (pour la plupart des femmes), 700 sont originaires de la province d'Anta. On estime entre 270 000 et 350 000 femmes, et 25 000 hommes, le nombre de victimes de ces stérilisations : presque toutes sont pauvres et d'origine amérindienne.

## Personnalités
- Hilaria Supa Huamán, femme politique péruvienne, dirigeante du Comité des femmes stérilisées d'Anta.